# Snatam Kaur
Snatam Kaur Khalsa, född 19 juni 1972 i Trinidad, Colorado, USA, är en amerikansk sångerska, låtskrivare och författare. Hon framför indisk andlig new age-musik, bland annat kirtan, och turnerar världen runt som fredsaktivist. Efternamnet ”Kaur”, som betyder ”prinsessa”, delas av alla kvinnliga sikher.

## Snatams musik
År 2000 skrev Kaur kontrakt med skivbolaget Spirit Voyage Records, vars grundare Guru Ganesha Singh Khalsa blev hennes manager och gitarrist. Hennes professionella samarbeten har omfattat new age-musikproducenten Thomas Barquee och ibland även hennes mor, Prabhu Nam Kaur Khalsa, som också är musiker.

## Diskografi
| Utgivningsdatum | Album                                                                         | Skivbolag                                          |
| --------------- | ----------------------------------------------------------------------------- | -------------------------------------------------- |
| 2000            | Reunion - med Guru Ganesha Singh Khalsa och Livtar Singh Khalsa               | Spirit Voyage Records                              |
| 2000            | To Heaven and Beyond - med Guru Ganesha Singh, Livtar Singh och Tony Redhouse | Spirit Voyage Records                              |
| 2002            | Carry Us Home - med Guru Ganesha Singh och Livtar Singh                       | Spirit Voyage Records                              |
| 2002            | Prem (Love)                                                                   | Spirit Voyage Records                              |
| 2003            | Shanti                                                                        | Spirit Voyage Records                              |
| 2004            | Grace                                                                         | Spirit Voyage Records                              |
| 2005            | Celebrate Peace                                                               | Spirit Voyage Records                              |
| 2005            | Mother's Blessing - med Prabhu Nam Kaur                                       | Spirit Voyage Records                              |
| 2006            | Anand                                                                         | Spirit Voyage Records                              |
| 2007            | LIVE in Concert - with Guru Ganesha Singh, Manish Vyas and Ram Dass           | Spirit Voyage Records                              |
| 2007            | Amrit Vela - Sadhana Chants - med Tarn Taran Singh                            | Spirit Voyage Records                              |
| 2008            | Teree Meher Da Bolanaa                                                        | Spirit Voyage Records                              |
| 2008            | Meditations for Transformation 1: Merge & Flow                                | Spirit Voyage Records                              |
| 2008            | Meditations for Transformation 2: Connect & Heal                              | Spirit Voyage Records                              |
| 2008            | Meditations for Transformation 3: Release & Overcome                          | Spirit Voyage Records                              |
| 2009            | Liberation's Door - med Guru Ganesha Singh                                    | Spirit Voyage Records                              |
| 2010            | The Essential Snatam Kaur: Sacred Chants For Healing                          | Spirit Voyage Records Under License To Sounds True |
| 2010            | Divine Birth - med Prabhu Nam Kaur                                            | Spirit Voyage Records                              |
| 2011            | Ras                                                                           | Spirit Voyage Records                              |
| 2011            | Feeling Good Today                                                            | Spirit Voyage Records                              |
| 2012            | Evening Prayer - Kirtan Sohila                                                | Spirit Voyage Records                              |
| 2012            | Heart Of The Universe - med Peter Kater                                       | Point of Light Records/Spirit Voyage               |
| 2013            | Sat Nam! Songs from Khalsa Youth Camp - med Siri Nam Singh                    | Spirit Voyage Records                              |
| 2014            | Light of the Naam: Morning Chants - med Ajeet Kaur och Thomas Barquee         | Spirit Voyage Records                              |
| 2018            | Beloved                                                                       | Spirit Voyage Records                              |
| 2022            | Nirankaar                                                                     | Be Why Music                                       |